# Falken (Ritterbund)
Die Falken Gesellschaft oder Gesellschaft vom Falken war eine Adelsgesellschaft des westfälischen, nordhessischen und waldeckischen Adels.  Sie wurde am 29. September 1385 von 28 Adeligen für die Dauer von fünf Jahren gegründet. Hervorgegangen war sie aus dem 1370 entstandenen Sternerbund. 
Die Gesellschaft wurde 1390 oder 1391 aufgelöst und durch den am 29. September 1391 auf Initiative des mainzischen Landvogts Konrad Spiegel zum Desenberg gegründeten Bund der Bengler ersetzt.

## Mitglieder
Die 28 Mitglieder der Falken Gesellschaft waren:
- Johann Rabe von Pappenheim und sein Sohn
- Rabe von Pappenheim.
- Burghard Rabe von Pappenheim zu Liebenau.
- Herbold Rabe von Canstein, sein Sohn
- Rabe von Canstein, und sein Bruder
- Ludolf von Canstein.
- Friedrich Rabe von Calenberg, die Brüder
- Werner von Calenberg und
- Johan Rabe von Calenberg, und Werners Söhne
- Rabe von Calenberg und
- Johann von Calenberg.
- Konrad Spiegel zum Desenberg und sein Bruder
- Hermann Spiegel zum Desenberg.
- Heinrich Spiegel zum Desenberg und
- Johann Spiegel zum Desenberg.
- Ulrich von Brenken und sein Bruder
- Reinicken von Brenken.
- Friedrich vom Alten Haus Padberg, und seine Söhne
- Friedrich vom Alten Haus Padberg und
- Johann vom Alten Haus Padberg.
- Friedrich vom Neuen Haus Padberg.
- Thile Wolff von Gudenberg zu Itter.
- Johann von Dalwigk zu Adorf.
- Friedrich III. von Hertingshausen.
- Rabe von Canstein und sein Bruder
- Lippolt von Canstein.
- Brosecke (Ambrosius) von Viermünden zu Nordenbeck.
- Herbold von Brobecke.

Der Chronik von Wigand Lautze nennt auch Berthold von Völkershausen, Abt von Hersfeld, Eckhardt von Elkerhausen, Friedrich von Lißberg und alle Edlen von Hanstein als Mitglied der Falken Gesellschaft.